# Алдан (річка)
Алда́н — річка в Якутії, права притока Лени. Довжина 2 273 км, площа басейну 729 тисяч км². Бере початок на схилах Станового хребта, протікає Алданським нагір'ям, вздовж південного підніжжя Верхоянського хребта.
Основні притоки: Тимптон, Учур, Тирі, Мая, Аллах-Юнь, Томпо, Барайї, Тумара, Унгра (праві) і Амга (ліва). Середня витрата води 5 150 м³/с. Повені з травня по липень, в серпні—вересні — паводки. Кригостояння з жовтня по травень.
У басейні річки понад 51 тисяча озер загальною площею 1 716 км². Судноплавна на 1 753 км від гирла. Рибальство (осетер, стерлядь). Головні пристані: Томмот, Усть-Мая, Хандига.